# Ulucak, Korkuteli
Ulucak là một xã thuộc huyện Korkuteli, tỉnh Antalya, Thổ Nhĩ Kỳ. Dân số thời điểm năm 2011 là 685 người.